# Sent Lop (Tarn i Garona)
Sent Lop (en francès Saint-Loup) és un municipi francès situat al departament de Tarn i Garona i a la regió d'Occitània.

## Demografia
| 1962                                       | 1968 | 1975 | 1982 | 1990 | 1999 | 2007 |
| ------------------------------------------ | ---- | ---- | ---- | ---- | ---- | ---- |
| 382                                        | 391  | 354  | 337  | 527  | 351  | 456  |
| Des de 1962: població sense dobles comptes |      |      |      |      |      |      |

## Administració
| Període   | Identitat       | Partit |
| --------- | --------------- | ------ |
| 1995-2008 | Bernard Ducom   |        |
| 2008-     | Robert Baffalio |        |